# Tomasz Rębisz
Tomasz Marian Rębisz (ur. 2 lutego 1974 w Koszalinie) – polski niepełnosprawny lekkoatleta, specjalizujący się w konkurencjach technicznych. Czterokrotny medalista igrzysk paraolimpijskich.
Zawodowo zatrudniony jako magazynier. Został zawodnikiem Startu Koszalin. Zaczął startować w kategorii niepełnosprawności F46 (zesztywnienie ręki). Na Letnich Igrzyskach Paraolimpijskich w Atlancie w 1996 w rzucie dyskiem i pchnięciu kulą przegrał tylko z Jerzym Dąbrowskim. Ponadto zdobył brąz w rzucie oszczepem. Na trzech kolejnych igrzyskach zawody w jego kategorii nie były rozgrywane. W 1999 w Barcelonie pobił rekord świata w rzucie dyskiem, zostając mistrzem świata w tej konkurencji. W Londynie zdobył brązowy medal w pchnięciu kulą wynikiem 15,01 m.
Wyróżniony statuetką Koszalińskiego Orła w kategorii sport.

## Osiągnięcia sportowe
Letnie igrzyska paraolimpijskie
- Atlanta 1996
  - pchnięcie kulą (F46) – srebrny medal
  - rzut dyskiem (F46) – srebrny medal
  - rzut oszczepem (F46) – brązowy medal
- Londyn 2012
  - pchnięcie kulą (F46) – brązowy medal[4]

Mistrzostwa świata
- 1998: pchnięcie kulą (F46) – złoty medal, rzut dyskiem (F46) – srebrny medal, rzut oszczepem (F46) – brązowy medal
- 2011: rzut dyskiem (F46) – złoty medal
- 2013: rzut dyskiem (F46) – brązowy medal[4]

Mistrzostwa Europy
- 2005: pchnięcie kulą (F46) – złoty medal
- 2012: pchnięcie kulą (F46) – srebrny medal

## Odznaczenia
- Krzyż Kawalerski Orderu Odrodzenia Polski – 2013[5][6]
- Złoty Krzyż Zasługi – 1996[7]